# Lützelwig
Das Dorf Lützelwig ist seit dem 1. Februar 1971 ein Stadtteil von Homberg (Efze) im nordhessischen Schwalm-Eder-Kreis.

## Geographische Lage
Lützelwig liegt etwa 3,5 km südwestlich von Homberg in den Nordwestausläufern des Knüllgebirges. Unmittelbar nordwestlich vorbei fließt der Efze-Zufluss Ohebach. Die Landesstraße 3384 kreuzt im Dorf die Bundesstraße 254.

## Geschichte

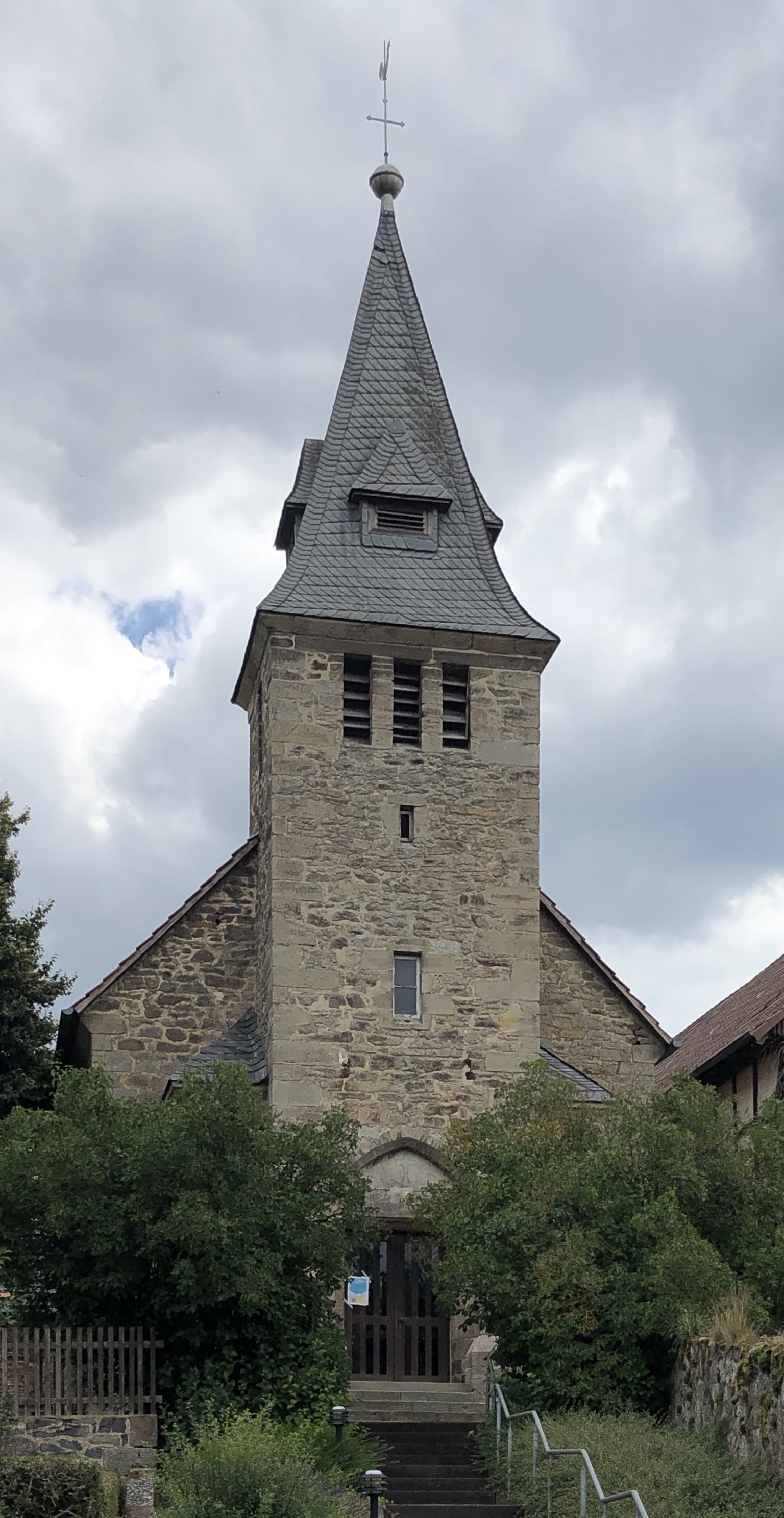
Evangelische Kirche Lützelwig

Die älteste bekannte schriftliche Erwähnung des Orts erfolgte im Jahr 1189 unter dem Namen Lucelenwic in einer Urkunde des Erzbistums Mainz.
In historischen Dokumenten späterer Jahre ist der Ort unter folgenden Ortsnamen belegt (in Klammern das Jahr der Erwähnung): Luczilwig (1224), Lutzilwich (1247), Lutzelwich (1307), Lytzelwik (1336), Lutzelwieg (1556), Lotzelwigk, Lützelwigk (1575/85), Luitzelwigk (1595) und Lützellwig (1694).
Um 1490 gab es im Dorf sechs wehrhafte Männer. 1886 wurde die neue Kirche im neugotischen Stil erbaut.
Zum 1. Februar 1971 wurde die bis dahin selbständige Gemeinde Lützelwig im Zuge der Gebietsreform in Hessen auf freiwilliger Basis der Stadt Homberg, Bezirk Kassel, heute Homberg (Efze),  als Stadtteil eingegliedert. Für Lützelwig wurde wie für die anderen nach Homberg eingegliederten Gemeinden, je ein Ortsbezirk mit Ortsbeirat und Ortsvorsteher nach der Hessischen Gemeindeordnung gebildet.

## Bevölkerung
Einwohnerstruktur 2011
Nach den Erhebungen des Zensus 2011 lebten am Stichtag, dem 9. Mai 2011, in Lützelwig 99 Einwohner. Darunter waren keine Ausländer. Nach dem Lebensalter waren 6 Einwohner unter 18 Jahren, 39 zwischen 18 und 49, 39 zwischen 50 und 64 und 33 Einwohner waren älter. Die Einwohner lebten in 54 Haushalten. Davon waren 18 Singlehaushalte, 21 Paare ohne Kinder und 9 Paare mit Kindern, sowie 6 Alleinerziehende und keine Wohngemeinschaften. In 15 Haushalten lebten ausschließlich Senioren und in 27 Haushaltungen lebten keine Senioren.
Einwohnerentwicklung
| Quelle: Historisches Ortslexikon | |
| • um 1490:                       | 6 wehrhafte Männer                                                                                                |
| • 1537:                          | 6 landgräfliche Hübner, ein Hübner des Klosters Haina, zwei Köttner, drei Beisassen (46 1⁄2 landgräfliche Huben). |
| • 1575/85::                      | 12 Hausgesesse |
| • 1639:                          | vier verheiratete, zwei verwitwete Hausgesesse                                                                    |
| • 1747:                          | 17 Häuser |
| • 1747:                          | 86 Einwohner. |

| Lützelwig: Einwohnerzahlen von 1834 bis 2015 | Lützelwig: Einwohnerzahlen von 1834 bis 2015 | Lützelwig: Einwohnerzahlen von 1834 bis 2015 | Lützelwig: Einwohnerzahlen von 1834 bis 2015 | Lützelwig: Einwohnerzahlen von 1834 bis 2015 |
| --- | -------------------------------------------- | -------------------------------------------- | -------------------------------------------- | -------------------------------------------- |
| Jahr |                                              |                                              |                                              | Einwohner                                    |
| 1834 | 1834                                         |                                              | 216                                          | 216                                          |
| 1840 | 1840                                         |                                              | 234                                          | 234                                          |
| 1846 | 1846                                         |                                              | 232                                          | 232                                          |
| 1852 | 1852                                         |                                              | 229                                          | 229                                          |
| 1858 | 1858                                         |                                              | 224                                          | 224                                          |
| 1864 | 1864                                         |                                              | 225                                          | 225                                          |
| 1871 | 1871                                         |                                              | 186                                          | 186                                          |
| 1875 | 1875                                         |                                              | 188                                          | 188                                          |
| 1885 | 1885                                         |                                              | 199                                          | 199                                          |
| 1895 | 1895                                         |                                              | 179                                          | 179                                          |
| 1905 | 1905                                         |                                              | 197                                          | 197                                          |
| 1910 | 1910                                         |                                              | 203                                          | 203                                          |
| 1925 | 1925                                         |                                              | 217                                          | 217                                          |
| 1939 | 1939                                         |                                              | 169                                          | 169                                          |
| 1946 | 1946                                         |                                              | 328                                          | 328                                          |
| 1950 | 1950                                         |                                              | 324                                          | 324                                          |
| 1956 | 1956                                         |                                              | 255                                          | 255                                          |
| 1961 | 1961                                         |                                              | 197                                          | 197                                          |
| 1967 | 1967                                         |                                              | 201                                          | 201                                          |
| 1980 | 1980                                         |                                              | ?                                            | ?                                            |
| 1990 | 1990                                         |                                              | ?                                            | ?                                            |
| 2000 | 2000                                         |                                              | ?                                            | ?                                            |
| 2011 | 2011                                         |                                              | 99                                           | 99                                           |
| 2015 | 2015                                         |                                              | 113                                          | 113                                          |
| Datenquelle: Historisches Gemeindeverzeichnis für Hessen: Die Bevölkerung der Gemeinden 1834 bis 1967. Wiesbaden: Hessisches Statistisches Landesamt, 1968. Weitere Quellen: ; Zensus 2011; Stadt Homberg (Efze) |                                              |                                              |                                              |                                              |

Historische Religionszugehörigkeit
| Quelle: Historisches Ortslexikon |                                                                   |
| • 1861:                          | 222 evangelisch-reformierte, 11 andere Einwohner                  |
| • 1885:                          | 199 evangelische (= 100 %) Einwohner                              |
| • 1961:                          | 182 evangelische (= 92,39 %), 14 katholische (= 7,11 %) Einwohner |

Historische Erwerbstätigkeit
| • 1961: | Erwerbspersonen: 53 Land- und Forstwirtschaft, 34 Produzierendes Gewerbe, 16 Handel und Verkehr, 5 Dienstleistungen und Sonstiges. |

## Politik
Für Lützelwig besteht ein Ortsbezirk (Gebiete der ehemaligen Gemeinde Lützelwig) mit Ortsbeirat und Ortsvorsteher nach der Hessischen Gemeindeordnung. Der Ortsbeirat besteht aus fünf Mitgliedern.
Bei den Kommunalwahlen in Hessen 2021 betrug die Wahlbeteiligung zum Ortsbeirat Lützelwig 62,87 %. Alle Kandidaten gehörten der „Einheitsliste Lützelwig“ an. Der Ortsbeirat wählte Frank Schlieper zum Ortsvorsteher.